# Göran Scharmer
Göran Scharmer, nascut el 1951, és un astrònom i professor d'astronomia suec. És director de l'Institut de Física Solar, en aquesta tasca, ha estat destinat a l'illa canària de La Palma, d'acord amb l'Estació científica d'astrofísica sueca. El 1995 es va convertir en membre de la Reial Acadèmia Sueca de Ciències.